# Saint-Sylvestre, Ardèche
Saint-Sylvestre là một xã ở tỉnh Ardèche, vùng Auvergne-Rhône-Alpes ở đông nam nước Pháp.